# Маслово (Парфеньевский район)
Маслово — опустевшая деревня в Парфеньевском районе Костромской области.

## География
Находится в центральной части Костромской области приблизительно в 27 км по прямой на север от центра района села Парфеньево.

## История
В период существования Костромской губернии деревня относилась к Чухломскому уезду. В 1907 году здесь было учтено 27 дворов. До 2021 года деревня входила в Матвеевское сельское поселение (Костромская область).

## Население
Постоянное население составляло 152 человека (1897 год), 178 (1907), 0 как в 2002 году, так и в 2022.